# Euxoa laminis
Euxoa laminis là một loài bướm đêm trong họ Noctuidae.